# Абу (вулкан)
Абу (яп. 阿武火山群 Абу-кадзангун, «Вулканическая группа Абу») — вулкан, расположен на японском острове Хонсю в префектуре Ямагути. 
Абу — щитовой вулкан, высотой 641 метров. Располагается недалеко от побережья Японского моря, в 80 км к западу от Хиросимы. Данный вулкан является наиболее высоким в данной холмистой местности. 
Вокруг него образовалось 40 подобных невысоких шлаковых конусов и лавовых куполов, подводных вулканических разломов на площади 400 км², которые образовались примерно в один период. Возникновение вулканов связано с движением филиппинской плиты. Сложен преимущественно базальтами, дацитами, андезитами.
Вулканическая деятельность началась в позднем плиоцене и продолжалась вплоть до раннего плейстоцена и голоцена.